# Царицинська губернія
Царицинська губернія (з 1925 — Сталінградська) — колишня  адміністративно-територіальна одиниця РРФСР, що існувала у 1918–1928 роках з центром в Царицині (з 1925 року перейменовано на Сталінград). Виникла з частин земель Саратовської, Астраханської губерній та області Війська Донського. Скасована з утворенням Нижньоволзької області. Попередник нинішньої Волгоградської області.

## Адміністративний поділ

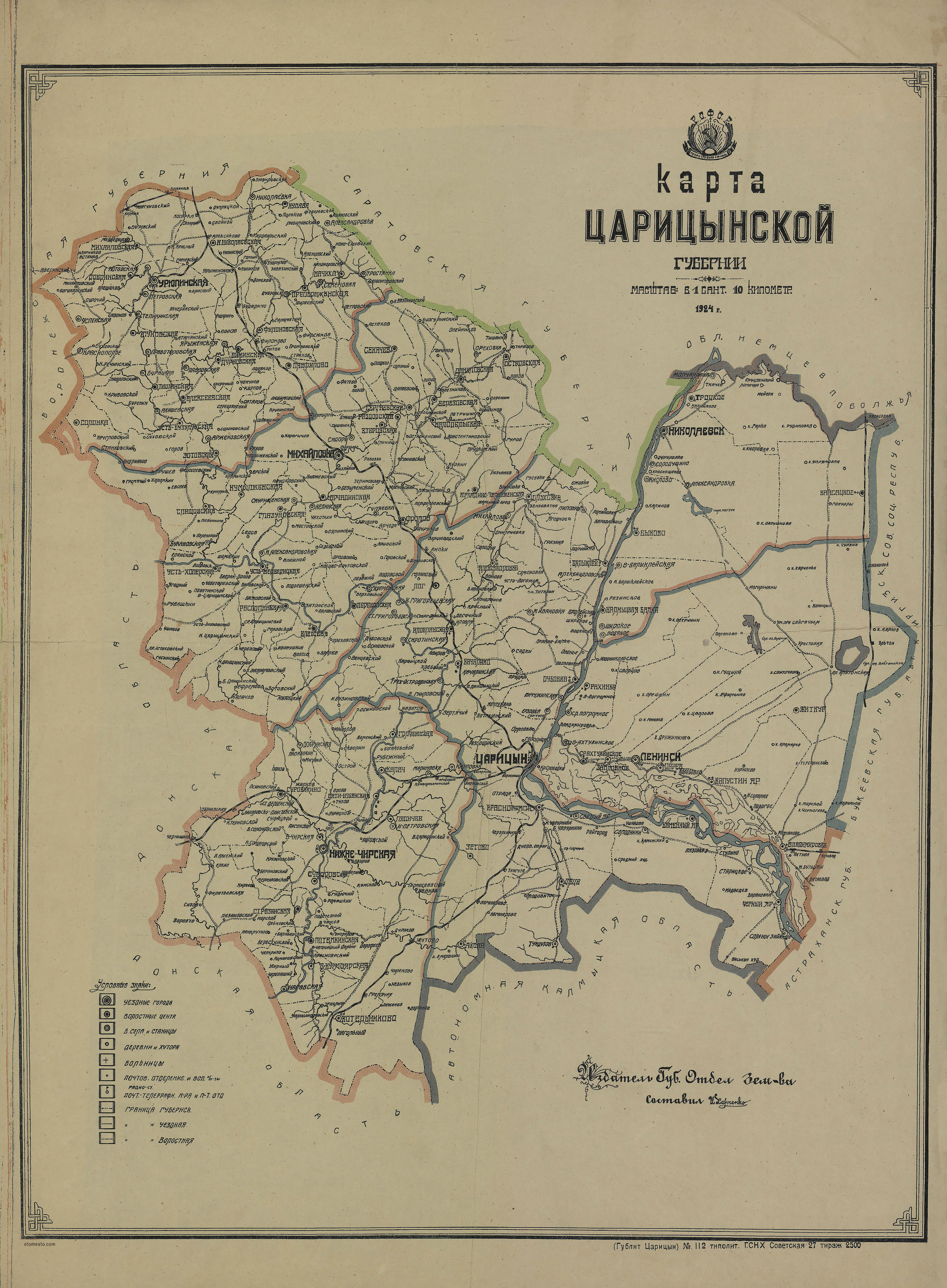
Карта Царицинської губернії. 1924 рік

Історично Царицин з моменту свого заснування був невеликим повітовим містом у Казанській, потім у Астраханській, й Саратовській губерніях. У ІІ пол. ХІХ ст. імпульс розвитку міста дала Волгодонська залізниця. Місто прискорено розвивалося, й за чисельністю населення й промисловому потенціалу перевершило багато губернських міст, залишаючись за статусом повітовим містом.
У 1917 році за Громадянської війни у Росії владу у Царицині взяли більшовики. Одразу Всевелике Військо Донське під командуванням генерала Краснова зробило спробу взяти Царицин, з  чого почалася 3-річна оборона Царицина.
Перша згадка про Царицинську губернію відноситься до наказу Військової ради Північно-Кавказького військового округу від 11 серпня 1918 року «Про оголошення стану облоги», потім ще неодноразово згадується в наказах про мобілізації населення. Наказ ПнКВО про створення губернії виходить 7 вересня 1918 року.
До губернії передано:
- Царицинський повіт, частина Камишинському повіту з Саратовської губернії;
- Царевський й Чорноярський повіти Астраханської губернії;
- з 11 волостей Царевського повіту було створено новий Миколаївський повіт;
- 20 квітня 1919 року переданоДругий Донський й Усть-Медведицький округи від області Військо Донського.

Царицин було узято російською армією Півдня Росії генерала Врангеля у липні 1919 року. 19 липня 1919 року за наказом № 1129 Окружного Комісаріату по військовим справам Уральського військового округу у зв'язку з падінням Царицина Царицинська губернія скасовувалася, а всі повіти перепідпорядковувались Астраханській губернії, тому що в Астрахані залишалася радянська влада. Червона армія більшовиків остаточно відбила Царицин у російської армії 3 січня 1920 року. Царицинська губернія та її адміністративні кордони відновилися станом на початок 1919 року.
Надалі склад земель змінювався:
- Січня 1920 — від Царевського повіту 17 ділянок біля станції Жанібек відійшли до Киргизької АРСР РРФСР;
- 4 квітня 1921 року декретом ВЦВК «Про включення до складу Царицинської губернії деяких станиць й волостей Донської області» до Царицинської губернії перейшли Хоперський округ від Донської області;
- 1925 року відбулося масове перейменування населених пунктів — Царицин було перейменовано на Сталінград, Царицинська губернія - на Сталінградську, Царевський повіт - на Ленінський, Чорноярський повіт - на Красноармійський.

На 1926 рік Сталінградська губернія складалася з Ленінського, Миколаївського, Сталінградського повітів й Хоперського, Усть-Медведицького, 2-го Донського округів.
21 травня 1928 року Сталінградська губернія була скасована з утворенням Нижньо-Волзької області, куди адміністративно були передані її землі.

## Населення
В 1926 році в губернії мешкало 1407,8 тисяч осіб, у тому числі росіяни — 86,8 %; українці — 10,0 %.